# Macroglossum haslami
Macroglossum haslami là một loài bướm đêm thuộc họ Sphingidae, chi Macroglossum.